# کمیته بین‌المللی پارالمپیک

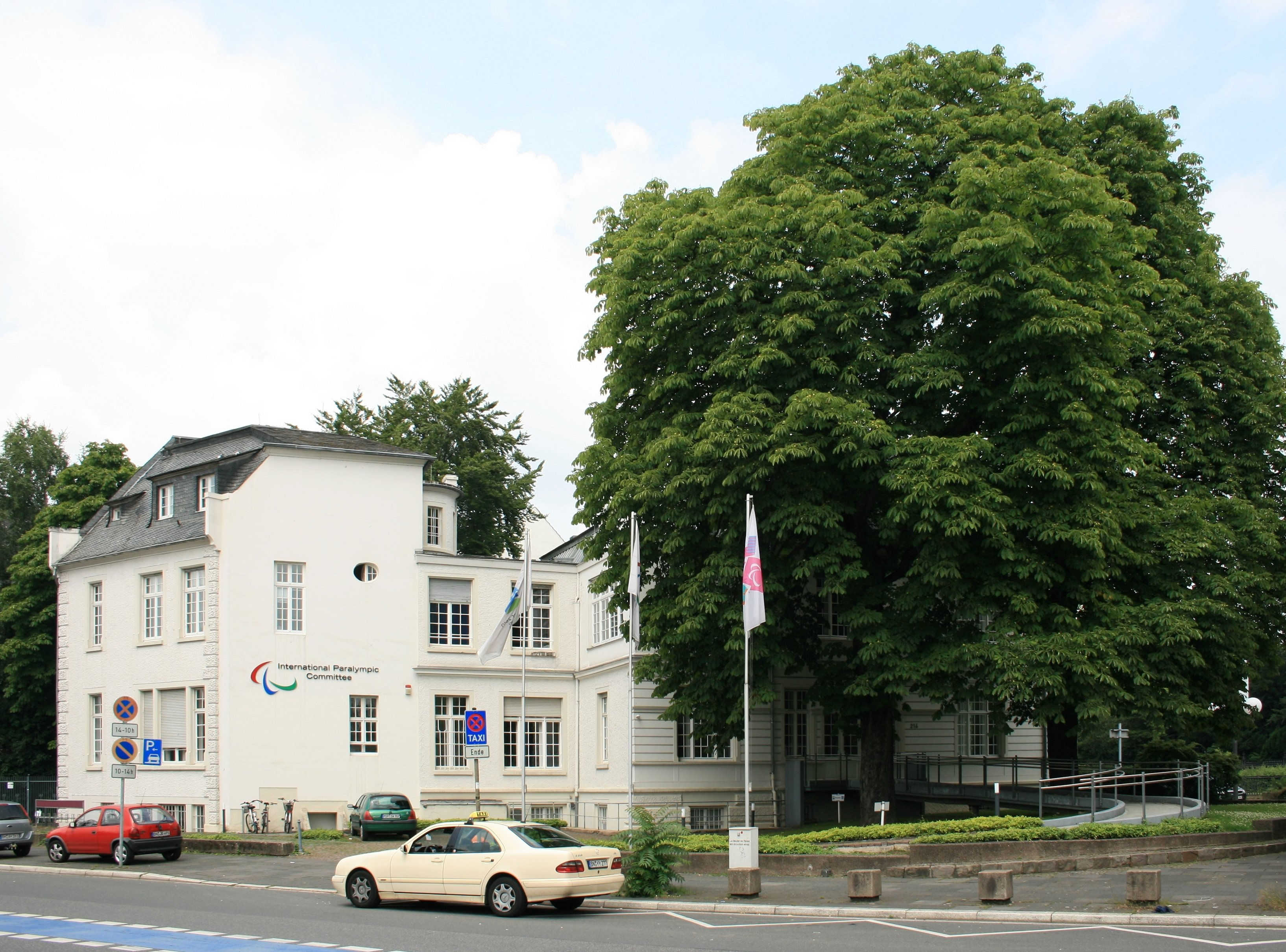
دفتر مرکزی کمیته پارالمپیک در شهر بن

کمیته بین‌المللی پارالمپیک (IPC) یک نهاد بین‌المللی غیرانتفاعی و بدون حاکم جهانی برای مسابقات پارالمپیک است. کمیته بین‌المللی پارالمپیک به عنوان فدراسیون بین‌المللی عهده‌دار سازماندهی بازی‌های پارالمپیک در نه رشته ورزشی است.
کمیته بین‌المللی پارالمپیک در ۲۲ سپتامبر سال ۱۹۸۹ در شهر دوسلدورف آلمان تأسیس شد. مأموریت این کمیته فعال کردن ورزشکاران پارالمپیک برای رسیدن به تعالی ورزشی و الهام بخشی و ایجاد اشتیاق جهانی است. به علاوه کمیته بین‌المللی پارالمپیک با ترویج اهمیت پارالمپیک در ایجاد فرصت‌های ورزشی برای همه افراد با ناتوانی‌های مختلف از مبتدی تا سطح نخبگان می‌کوشد.
قوانین و ساختار کمیته بین‌المللی پارالمپیک بر دموکراتیک است و از ۱۷۴ نماینده از کمیته‌های ملی پارالمپیک (NPC) و چهار نماینده از سازمان‌های بین‌المللی ورزشی برای معلولان (IOSD) و پنج نماینده از سازمان‌های منطقه‌ای تشکیل شده است. دفتر مرکزی کمیته بین‌المللی پارالمپیک در شهر بن آلمان قرار دارد.